# مطار الملك حسين الدولي
مطار الملك حسين الدولي (بالإنجليزية: King Hussein International Airport)‏،(IATA: AQJ، ICAO: OJAQ) ويعرف أيضاً بمطار العقبة. هو مطار يقع في العقبة، الأردن على مقربة من مدينة العقبة الصناعية الدولية في الضاحية الشمالية لمدينة العقبة في الأردن.
يضم المطار مدرج واحد من الدرجة الأولى مجهز بنظام الهبوط (ILS) en [الإنجليزية] ، وبسبب الأحوال الجوية الممتازة عادة، تجد من النادر إغلاق المطار، على الرغم من أنه تهب بعض الرياح القوية جالبة معها عاصفة رملية من جهة الجنوب قادمة من مصر عبر ولاية البحر الأحمر.

## شركات الطيران
| شركـات طيـران         | الوجهات |
| --------------------- | --- |
| إيزي جيت              | موسمي: مطار برلين براندنبرغ، مطار جنيف الدولي، مطار غاتويك                                                                         |
| إديلويس إير           | مطار زيورخ الدولي |
| European Air Charter  | موسمي: مطار صوفيا |
| Nordwind Airlines     | موسمي: مطار شيريميتييفو الدولي |
| خدمات البترول الجوية  | موسمي: مطار القاهرة الدولي |
| الملكية الأردنية      | مطار الملكة علياء الدولي |
| رايان إير             | موسمي: مطار أوريو أل سيريو، مطار بروكسل شارلروا الجنوب، مطار كولونيا بون الدولي، مطار روما شيامبينو، مطار صوفيا، مطار فيينا الدولي |
| ترانسافيا             | موسمي: مطار باريس أورلي (تبدأ 4 نوفمبر 2023)                                                                                       |
| الخطوط الجوية التركية | مطار إسطنبول الدولي |
| خطوط أورال الجوية     | موسمي: مطار دوموديدوفو الدولي |
| ويز للطيران           | مطار أبو ظبي الدولي موسمي: مطار وارسو فريدريك شوبان                                                                                |

## وصلات خارجية
- الموقع الإلكتروني